# 大築尚志
大築 尚志（おおつき たかゆき、1835年12月24日（天保6年11月5日） - 1900年（明治33年）6月12日）は、日本の陸軍軍人、陸軍中将。幼名、保太郎（やすたろう）。

## 人物・親族
沼津兵学校頭取、兵部省兵学助、陸軍省砲兵局長などを歴任。江戸幕府、明治政府で軍事技術者として活躍、日本における大砲などの武器の整備の近代化に大きく貢献した。息子の大築千里は京都帝国大学教授、また東京帝国大学出身で1905年（明治38年）に麹町女学校を創立した大築佛郎は四男。六女・壽天は田中義一に嫁いだ。孫に作曲家の大築邦雄がいる。

## 略歴
下総国、佐倉藩士大築弥市尚忠の子として、佐倉城内で生まれる。母はつな。佐倉藩の藩校、成徳書院（現在の千葉県立佐倉高等学校の前身）で12歳の時の1847年（弘化4年）4月21日には、儒学の基礎である四書（論語、孟子、中庸、大学）を声に出して読む素読の試験を受け優秀な成績を収める。
1851年（嘉永4年）に藩から高島流砲術修行を命ぜられた。1853年（嘉永6年）と翌年のペリー艦隊来航に際して、沿岸警備のため下総国千葉郡寒川浦（現、千葉市）へ出張。藩命により1854年（嘉永7年）から、藩の洋学者である手塚律蔵などから蘭学、英学などを学んだ。1860年（万延1年）、佐倉において藩の洋学指南役を拝命、師の推挙で1862年（文久2年）蕃書調書出役教授手伝となった。
1865年（元治2年）幕臣に取立てられ、幕府陸軍で歩兵差図役として幕府の洋式軍隊編成にあたり、1864年（元治元年）8月には翻訳した『歩兵心得』（1860年版オランダ歩兵武器取扱等心得）が刊行された。明治維新後、主家の駿河移封に従い、沼津兵学校創設を推進し、西周を頭取として招くことに尽力。西辞任後1870年（明治3年）には頭取並となる。
1871年（明治4年）の廃藩置県後に沼津兵学校は兵部省に移管され、陸軍中佐兼兵学助となる。その後、陸軍省第3局副長、造兵正御用取扱、砲兵本廠提理、砲兵会議副議長、砲兵局長、砲兵会議議長心得を経て、1886年（明治19年）陸軍少将・砲兵会議議長となる。さらに砲兵監、日清戦争の際は臨時東京湾守備隊司令官を命じられ、1889年（明治32年）には陸軍中将となり同時に後備役に編入された。
1900年（明治33年）6月12日、66歳で死去。死去にあたり正四位旭日重光章を賜る。青山墓地（東京都港区南青山）に葬られ、戒名は大興院殿真常尚志大居士。

## 栄典
位階
- 1874年（明治7年）2月18日 - 従五位[3]
- 1886年（明治19年）11月16日 - 正五位[4]

勲章等
- 1885年（明治18年）11月19日 - 勲三等旭日中綬章[5]
- 1887年（明治20年）12月27日 - 金製黄綬褒章[6]
- 1889年（明治22年）11月25日 - 大日本帝国憲法発布記念章[7]
- 1895年（明治28年）8月20日 - 勲二等瑞宝章[8]

## 関連文献
- 樋口雄彦『大築尚志略伝』・沼津市博物館紀要（第11号）、1987年。
- 宮地正人編『幕末維新論集〈12〉明治維新の人物像』吉川弘文館、2000年。ISBN 9784642037327 (4642037322)